# Bruno Corelli
Bruno Corelli (Bologna, 20 agosto 1918 – Tunisi, 17 febbraio 1983) è stato un attore italiano.

## Biografia
Appassionato di teatro, dopo aver recitato in una filodrammatica della sua città si trasferisce a Roma con l'intenzione di frequentare il Centro sperimentale di cinematografia e in qualità di allievo partecipa nel 1938 insieme ad altri del suo corso al film Giuseppe Verdi.
Abbandona presto la scuola per prendere parte a spettacoli di prosa e rivista facendosi apprezzare per il suo umorismo e le qualità di mimo-ballerino.
Inizia una vera attività cinematografica all'indomani del secondo dopoguerra prendendo parte a numerose pellicole per lo più di genere comico-brillante in qualità di attore secondario e divertente o di caratterista dalle battute gustose e salaci, purtroppo senza mai diventare una punta di forza del film, pur lavorando intensamente per quasi tutto il decennio degli anni cinquanta.
Muore a Tunisi nel 1983.

## Filmografia
- Giuseppe Verdi, regia di Carmine Gallone (1938)
- Eleonora Duse, regia di Filippo Walter Ratti (1947)
- Il barone Carlo Mazza, regia di Guido Brignone (1948)
- Vogliamoci bene!, regia di Paolo William Tamburella (1949)
- Se fossi deputato, regia di Giorgio Simonelli (1949)
- La bisarca, regia di Giorgio Simonelli (1950)
- Io sono il Capataz, regia di Giorgio Simonelli (1950)
- Vita da cani, regia di Mario Monicelli e Steno (1950)
- Quel bandito sono io, regia di Mario Soldati (1950)
- Tototarzan, regia di Mario Mattoli (1950)
- L'inafferrabile 12, regia di Mario Mattoli (1950)
- Arrivano i nostri, regia di Mario Mattoli (1951)
- È più facile che un cammello..., regia di Luigi Zampa (1951)
- Lebbra bianca, regia di Enzo Trapani (1951)
- Ha fatto 13, regia di Carlo Manzoni (1951)
- Era lui... sì! sì!, regia di Marino Girolami, Vittorio Metz e Marcello Marchesi (1951)
- L'eroe sono io, regia di Carlo Ludovico Bragaglia (1951)
- Verginità, regia di Leonardo De Mitri (1951)
- Don Lorenzo, regia di Carlo Ludovico Bragaglia (1952)
- Abracadabra, regia di Max Neufeld (1952)
- Totò a colori, regia di Steno (1952)
- Ergastolo, regia di Luigi Capuano (1952)
- Il tallone d'Achille, regia di Mario Amendola e Ruggero Maccari (1952)
- Altri tempi - Zibaldone n. 1, regia di Alessandro Blasetti (1952)
- Pentimento, regia di Enzo Di Gianni (1952)
- Er fattaccio, regia di Riccardo Moschino (1952)
- Viva il cinema!, regia di Enzo Trapani (1952)
- Il gregario, episodio di Viva la rivista!, regia di Enzo Trapani (1953)
- Condannata senza colpa, regia di Luigi Latini De Marchi (1953)
- L'incantevole nemica, regia di Claudio Gora (1953)
- Addio, figlio mio!, regia di Giuseppe Guarino (1953)
- Un americano a Roma, regia di Steno (1954)
- Hanno rubato un tram, regia di Aldo Fabrizi (1954)
- Io piaccio, regia di Giorgio Bianchi (1955)
- Tuppe tuppe, Marescià!, regia di Carlo Ludovico Bragaglia (1958)
- Ciao, ciao bambina! (Piove), regia di Sergio Grieco (1959)
- Il mondo dei miracoli, regia di Luigi Capuano (1959)
- La scimitarra del Saraceno, regia di Piero Pierotti (1959)
- Spavaldi e innamorati, regia di Giuseppe Vari (1959)
- La notte del grande assalto, regia di Giuseppe Maria Scotese (1959)
- La contessa azzurra, regia di Claudio Gora (1960)
- I due marescialli, regia di Sergio Corbucci (1961)
- Follie d'estate, regia di Edoardo Anton e Carlo Infascelli (1963)

## Doppiatori
- Mario Besesti in L'incantevole nemica

## Teatro
- Apocalisse a Capri, di Sergio Sollima, regia di Mario Landi, Teatro dei Satiri di Roma, 10 marzo 1951.[1]